# Gädäbäy rajon
Gädäbäy (azerbajdzjanska: Gədəbəy rayonu), är ett distrikt i västra delen av Azerbajdzjan. Antalet invånare är 94 200. Arean är 1,3 kvadratkilometer.
Följande samhällen finns i distriktet Gädäbäy:

- Gädäbäy
- Slavyanka
- Inäkboğan
- Böyük Qaramurad
- Arıqıran
- Miskinli
- Novosaratovka
- Arıqdam
- Gärgär
- Şahdağ
- Düzyurd
- Däyäqarabulaq
- Samanlıq
- Çobankänd
- Çalburun
- Çaldaş
- Novoivanovka
- Çanaqçı
- Xarxar
- Daryurd
- Ärtäpä
- Kiçik Qaramurad
- Älinağılar
- Alnabat
- Çay Räsullu
- Düz Räsullu
- Arabaçı
- İsalı
- Mormor
- Şınıx

Omgivningarna runt Gädäbäy är en mosaik av jordbruksmark och naturlig växtlighet. Runt distriktet 
Gädäbäy är det ganska tätbefolkat, med 70 invånare per kvadratkilometer.